# Molgula pulchra
Molgula pulchra is een zakpijpensoort uit de familie van de Molgulidae. De wetenschappelijke naam van de soort is voor het eerst geldig gepubliceerd in 1900 door Michaelsen.